# Baffins Milton Rovers F.C.
Câu lạc bộ bóng đá Baffins Milton Rovers là một câu lạc bộ bóng đá có trụ sở tại Portsmouth, Hampshire, Anh. Đội hiện đang là thành viên của Wessex League Premier Division và chơi trên Sân vận động Kendall.

## Lịch sử
Câu lạc bộ được thành lập vào năm 2011 sau sự hợp nhất của hai câu lạc bộ giải đấu thành công vào Chủ nhật là Baffins Milton và Milton Rovers. Cả hai câu lạc bộ đã giành được một số danh hiệu giải quốc nội và cúp ở các giải đấu Portsmouth Dockyard và Meon Valley. Câu lạc bộ mới gia nhập Premier Division của Portsmouth Saturday League và là nhà vô địch trong mùa giải đầu tiên. Sau khi kết thúc với vị trí á quân Premier Division vào mùa giải tiếp theo, họ đã chuyển lên thi đấu ở Senior Division của Hampshire Premier League.
Baffins Milton Rovers là nhà vô địch Premier League Hampshire trong mùa giải đầu tiên tại giải đấu. Đội cũng vô địch League Cup với chiến thắng 4-0 trước Colden Common trong trận chung kết, và Portsmouth Senior Cup, đánh bại Moneyfields 4-0 trong trận chung kết tại Fratton Park. Sau khi kết thúc với vị trí á quân Senior Division mùa giải 2014-15, câu lạc bộ đã vô địch một lần nữa vào mùa giải 2015-16, cũng như giành chức vô địch Portsmouth Senior Cup lần thứ hai sau khi đánh bại Havant & Waterlooville's Southdowns College Team  3-1 trong trận chung kết.
Là nhà vô địch Premier League Hampshire và đã chuyển đến sân vận động mới của họ Kendall, Baffins đã được thăng hạng lên Division One của Wessex League cho mùa giải 2016-17. Đội tiếp tục về đích với tư cách á quân của giải đấu, giành quyền thăng hạng lên Premier Division, cũng như lọt vào trận chung kết Wessex League Cup, cuối cùng thua 2-1 trước đội Premier Division Sholing.

## Sân vận động
Ban đầu câu lạc bộ chơi trên sân phía nam tại Sân thể thao Cảng Langstone. Vào năm 2015, họ đã nhận được hợp đồng thuê 50 năm từ Hội đồng thành phố Portsmouth cho phần phía bắc của sân thể thao và bắt đầu phát triển nó để chuẩn bị cho việc thăng hạng. Họ đã chuyển đến sân mới trong mùa giải 2015-16, và nó được đặt tên là Sân vận động Kendall theo tên một trong những nhà tài trợ. Các dự án phát triển bao gồm khán đài mới 120 chỗ ngồi, phòng thay đồ, hàng rào chu vi và đổ bê tông, với khoản tài trợ 70.000 bảng Anh đóng góp vào chi phí 100.000 bảng Anh. Những nâng cấp tiếp theo vào mùa hè năm 2016 bao gồm đèn pha mới, hệ thống thoát nước và nhà vệ sinh dành cho khán giả. Một khoản trợ cấp 33.189 bảng Anh từ Premier League thông qua Quỹ Cải thiện Sân vận động Bóng đá đã tài trợ một phần chi phí 50.000 bảng Anh. Việc nâng cấp cho phép câu lạc bộ được chấp nhận thăng hạng lên Wessex League Division One mùa giải 2016-17, sau khi vô địch Hampshire Premier League lần thứ hai vào mùa giải 2015-16.
Sân mới chính thức được khai trương vào ngày 3 tháng 8 năm 2016 trong một trận giao hữu trước mùa giải với Salisbury. Một nhà câu lạc bộ mới đã được mở trong mùa giải 2017-18, với một sân thượng có mái che mới cũng được xây dựng. Portsmouth F.C. Women bắt đầu đá chugn sân vào đầu mùa giải 2018-19.
Sau một thỏa thuận tài trợ mới, sân vận động hiện được gọi là Sân vận động PMC, theo tên của nhà tài trợ, PMC.

## Danh hiệu
- Hampshire Premier League
  - Vô địch Senior Division 2013-14, 2015-16
  - Vô địch League Cup 2013-14
- Portsmouth Saturday League
  - Vô địch Premier Division 2011-12
- Portsmouth Senior Cup
  - Vô địch 2013-14, 2015-16
- Wessex League
  - Vô địch League Cup 2018-19

## Kỉ lục
- Thành tích tốt nhất tại Cúp FA: Vòng sơ loại, 2018-19[3]
- Thành tích tốt nhất tại FA Vase: Vòng Bốn, 2018-19[3]